# Kot (Ig)
Kot (Duits: Winkel in der Oberkrain) is een plaats in Slovenië en maakt deel uit van de gemeente Ig in de NUTS-3-regio Osrednjeslovenska. De plaats telde 130 inwoners op 1 januari 2020.

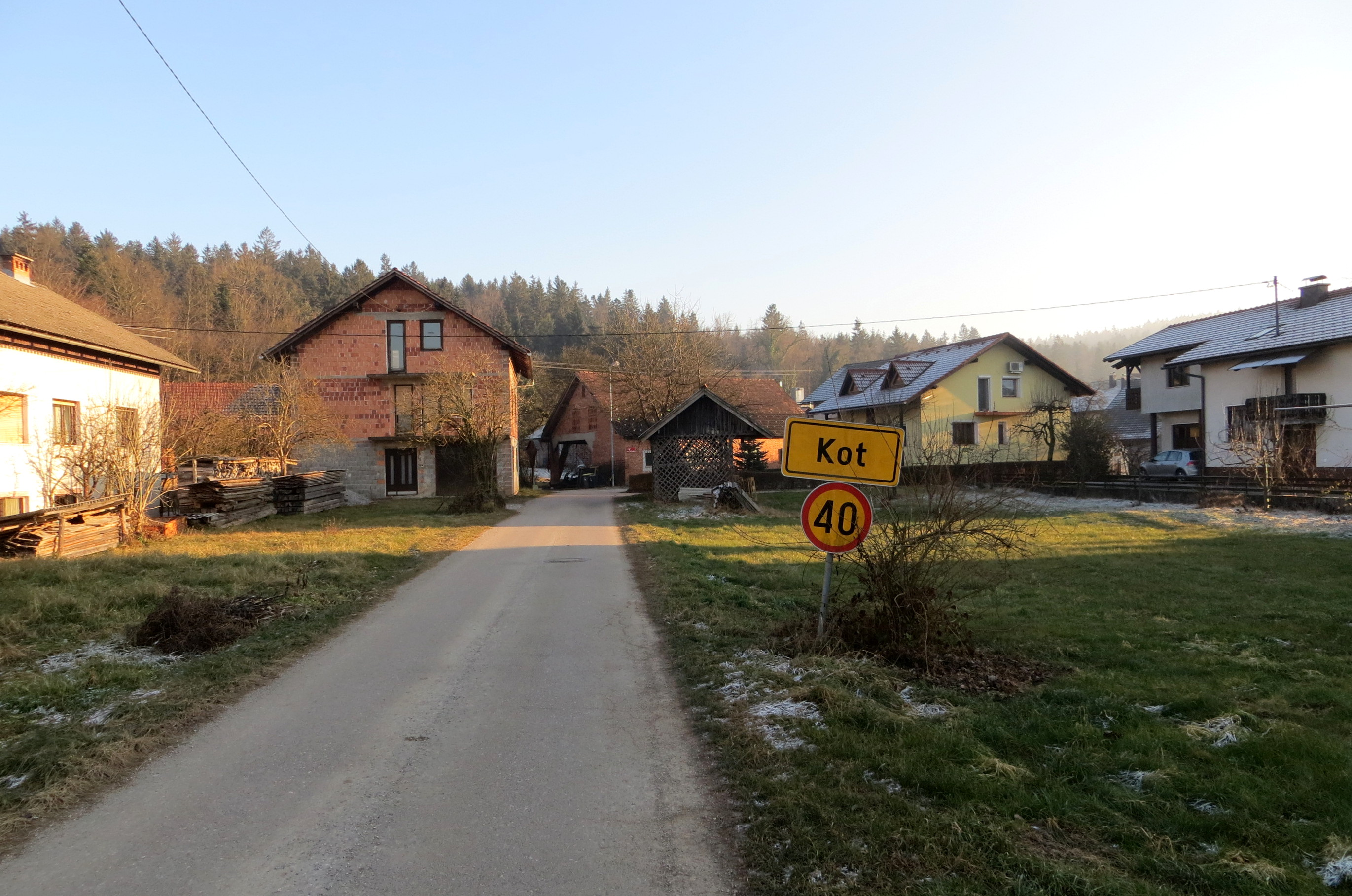
Dorpsaanzicht